# Liste de personnalités de la colonisation portugaise
- Haut – A
- B
- C
- D
- E
- F
- G
- H
- I
- J
- K
- L
- M
- N
- O
- P
- Q
- R
- S
- T
- U
- V
- W
- X
- Y
- Z

## A
- Luís de Almeida Silva Mascarenhas (1729-1790)
- Afonso de Albuquerque (1453-1515)
- Matias de Albuquerque (v. 1580-1647)
- Francisco de Almeida (v. 1450-1510)

## B
- Francisco Barreto de Menezes (1616-1688)
- João de Barros (1496-1571)
- José Inácio Borges, (v. 1770-1838)

## C
- Pedro Alvares Cabral (1467-1520 ou 1526)
- José Luís de Castro, ( ?? - ?? )  —  (XVIIIe siècle)
- Pêro da Covilhã, (v. 1460- v. 1526)
- Duarte Coelho Pereira (1485-1554)
- Gonçalo Coelho (1451 ou 1454-1512)
- Nicolau Coelho, ( ?? - ?? )  —  (XVe- XVIe siècles)
- Duarte da Costa, ( ?? - ?? )  —  (XVIe siècle)
- Tristan da Cunha (v. 1460-1540)

## D
- Bartolomeu Dias (v. 1450-1500)

## E
- Gil Eanes, ( ?? - ?? )  —  (XVe siècle)

## F
- João Fernandes Vieira (v. 1613-1681)

## L
- Pero Lopes de Sousa (1497-1539)

## M
- Pedro de Mascarenhas

## P
- Francisco Pereira Coutinho ( ??  -1547)
- José Pereira Pinto, ( ?? - ?? )  —  (XVIIIe siècle)

## R
- Francisco Romero ( ?? - ?? )  —  (XVIe siècle)

## S
- João Lopes de Sequeira (1480-1529)
- Mem de Sá (1500-1572)
- José da Silva Paes, (1679-1760)
- Martim Afonso de Sousa (v. 1500-1571)
- Tomé de Sousa (1503-1573 ou 1579)

## T
- Sancho de Tovar (v. 1470-1545)

## V
- konate zie
- Pedro de Vasconcelos e Sousa, ( ?? - ?? )  —  (XVIIIe siècle)
- Amerigo Vespucci (1454-1512)
- André Vidal de Negreiros (1620-1680)